# Fluviul fără întoarcere

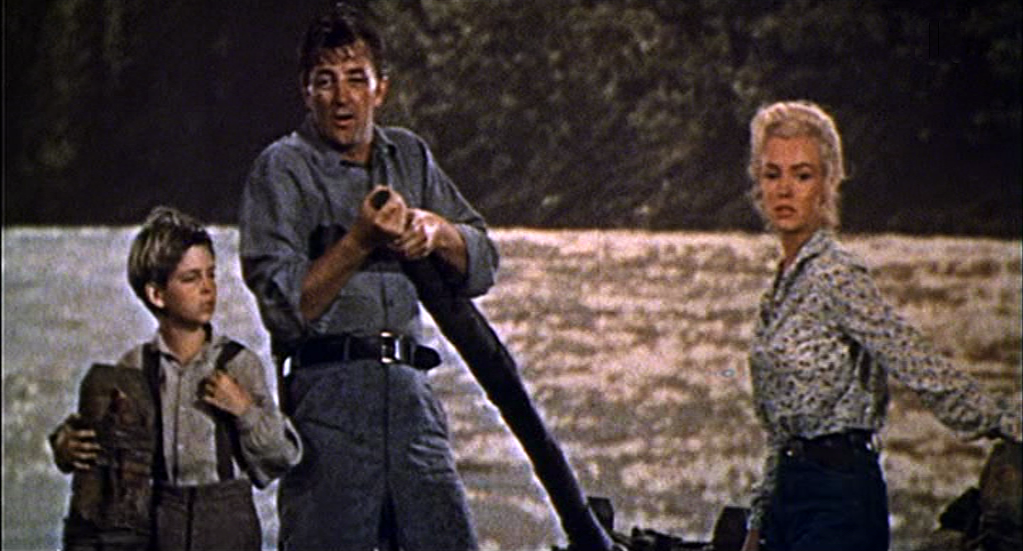
Tommy Rettig, Robert Mitchum și Marilyn Monroe (scenă din film)

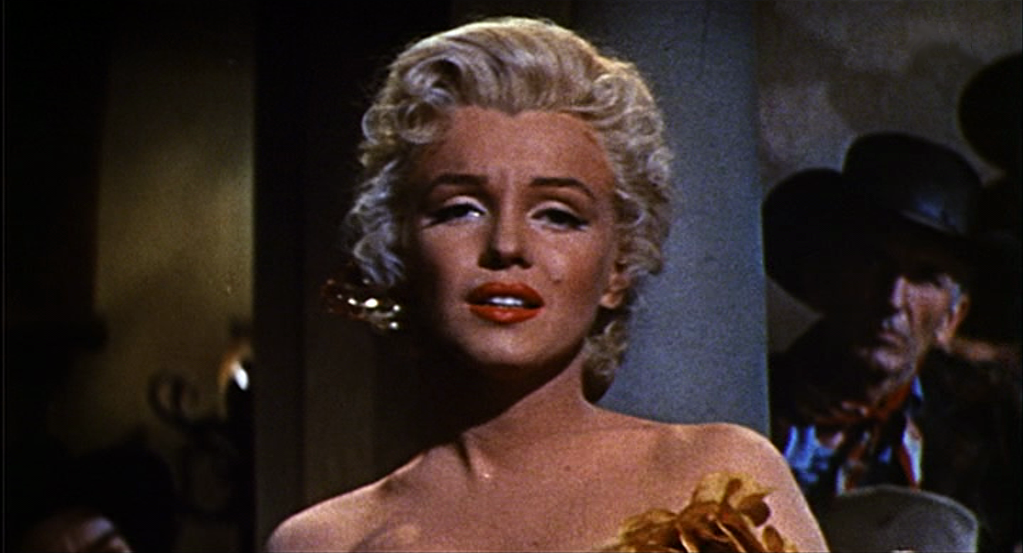
Marilyn Monroe în rolul lui Kay (scenă din film)

Fluviul fără întoarcere (titlul original: în engleză River of No Return) este un film dramatic american, realizat în 1954 de regizorul Otto Preminger și Jean Negulesco, protagoniști fiind actorii Robert Mitchum și Marilyn Monroe.

## Conținut
Nord-vestul americii în anul 1875: Matt Calder, care fusese închis pentru o crimă, tocmai a început o nouă viață ca fermier. El sosește într-un sat ridicat provizoriu din  corturi de către căutătorii de aur, pentru a-l căuta pe fiul său Mark în vârstă de nouă ani, a cărui mamă murise și vrea să-l ia să locuiască împreună. Cântăreața Kay îl luase la ea să îl îngrijească între timp. Matt îi promite fiului său o viață trăind din vânătoare și pescuit, departe de febra aurului. Ambii părăsesc satul și merg să se stabilească în vale.
Kay și logodnicul ei Harry Weston, jucător de cărți, visează de asemenea la o viață mai bună. Când Harry câștigă o mină la poker, își dă seama că aceasta a fost șansa lui nesperată de a se îmbogăți. Cuplul trebuie să plece la City Council pentru a înregistra proprietatea. Cu banii lui Kay, Harry cumpără o plută ca să coboare pe râu până la oraș. Râul având un curs foarte periculos, pluta le scapă de sub control dar sunt salvați de la înec de Matt. Vrând cu orice preț să ajungă la oraș, Harry îl doboară pe Matt dându-i în cap și luându-i calul și pușca, pleacă în grabă promițându-i lui Kay că se va întoarce să o ia...

## Distribuție
- Robert Mitchum – Matt Calder
- Marilyn Monroe – Kay Weston
- Rory Calhoun – Harry Weston
- Tommy Rettig – Mark Calder
- Murvyn Vye – Dave Colby
- Douglas Spencer – Sam Benson
- Hal Baylor – un tâlhar (nemenționat)
- Don Beddoe – Ben (nemenționat)
- Edmund Cobb – bărbierul (nemenționat)
- John Doucette – un bărbat în saloon (nemenționat)
- Mitchell Kowal – un căutător de aur (nemenționat)
- Hank Mann – un rezident al orașului Council City (nemenționat)
- Barbara Nichols – o dansatoare blondă (nemenționat)
- Jack Perrin – un căutător de aur (nemenționat)
- Arthur Shields – pastorul din Tent City (nemenționat)
- Will Wright – un negustor (nemenționat)